# Schiller-Gymnasium Hameln
Das Schiller-Gymnasium Hameln ist das älteste Gymnasium in Hameln. Es wird heute von etwa 1.161 Schülern besucht.

## Zielsetzung
Die Zielsetzung des Gymnasiums, die im Schulprogramm festgelegt wurde, besteht darin „die Schülerinnen und Schüler in der Gesellschaft privat und beruflich handlungsfähiger zu machen“, was durch fördern und fordern geschieht.

## Geschichte
Die ursprünglich im Jahre 1133 gegründete Klosterschule konnte mit dem Übertritt des Stifts zur Reformation 1576 als erste Schule Hamelns aus den freigewordenen kirchlichen Mitteln finanziert werden. Bereits 1540 war in der Klosterschule unter Einfluss der Reformation mit Bernhard Lüder ein evangelischer Rektor berufen worden. Durch diverse Zwistigkeiten herrschten hier aber teilweise größere Probleme, die auch durch wiederholte Reformversuche und Verordnungen nicht behoben werden konnten.

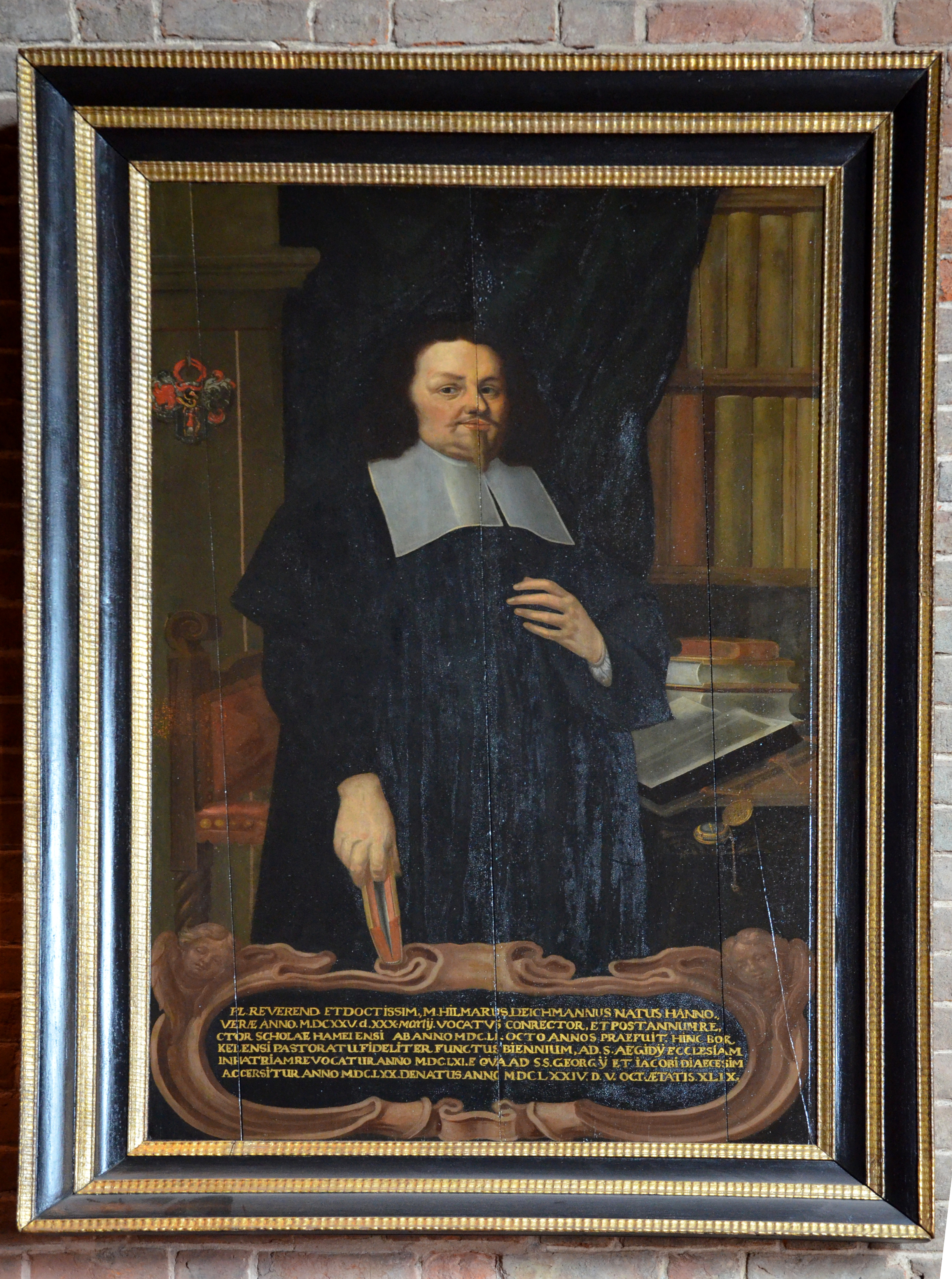
Hilmar Deichmann (1625–1674) war acht Jahre lang oberster Lehrer in Hameln

Erst unter dem 1741 ernannten Rektor Justus Leo gelang es, einigermaßen Ordnung in die Verhältnisse zu bringen. Im Jahr 1848 wurde durch ein Gesetz die Aufhebung des Hamelner Stiftes verfügt, welches bis zu diesem Zeitpunkt für die Schulfinanzen verantwortlich war, so dass die Finanzierung des Schulwesens anderweitig geregelt werden musste. Zu diesem Zeitpunkt hatte die Schule bereits den Status einer Höheren Knabenschule. In dieser wurde nach einem Lehrplan, der Anfänge eines gymnasialen Unterrichtes vermitteln sollte, vor allem nebenamtlich von Geistlichen oder Privatpersonen unterrichtet.
Später wurden mehr und mehr besondere, sorgfältig ausgewählte Lehrkräfte verpflichtet und neue Lehrpläne entwickelt, so dass die Schule um etwa 1831 als Progymnasium zu bezeichnen war. Im Jahr 1867 wurde dieses dann in ein Gymnasium und damit in eine „gelehrte Schule erster Klasse“ umgewandelt und als solches am 10. Mai 1867 eröffnet.
Der erste Direktor war August Ebeling, ihm folgte bereits von 1868 bis 1884 Gustav Regel (1814–1894). 1876 hatte das Gymnasium 354 Schüler, davon waren 136 auswärtige Gymnasiasten, die die wichtige Rolle der Schule und Hamelns als Schulstadt für das Umland belegen. 1897 wurde ein neues Gymnasialgebäude an der Gröninger Straße bezogen.

### 20. Jahrhundert
In den Jahren 1908 bis 1910 bemühte sich der Bürgervorsteher Wilhelm Sauerwein um die Angliederung einer Oberrealschule an das Gymnasium. 1910 unterrichtete es 639 Schüler, davon 318 Auswärtige. Unter dem Rektor Paul Brügmann wurde 1922 der Übergang vom Reformgymnasium zum Reformrealgymnasium eingeleitet. 1930 zählt die Schule 512 Schüler.
Am 25. September 1947 erfolgte die Umbenennung in Schiller-Schule nach einem Ratsbeschluss vom 18. September 1947. Am 8. März 1957 erfolgte die erneute Umbenennung durch Erlass des Niedersächsischen Kultusministeriums  in Schiller-Gymnasium.
Seit 2005 wird für die Klassen der Unterstufe ein Ganztagsangebot mit Förderprogrammen, Arbeitsgemeinschaften und Hausaufgabenhilfe angeboten. Für die höheren Klassen gibt es verschiedene Arbeitsgemeinschaften in den Bereichen Fußball, Handball, Musik, Schach und Internet, die zahlreich wahrgenommen werden. Außerdem wurde 2005 in einem alten Verwaltungsgebäude, das sich 500 Meter vom Hauptgebäude befindet, eine Außenstelle eröffnet. Dort befinden sich die Klassenräume der Klassenstufe 10.
Im Jahre 2006 wurde das ehemalige „Fleischer-Haus“, das auf dem Schulhof steht, ausgebaut und in „Schillers Villa“ umbenannt. Es wird als zusätzliches Gebäude für die Schulbibliothek und Büros benutzt.
Im Herbst 2009 wurde die neue Mensa eingeweiht.
2015/16 wurde ein Teil des Mitteltraktes abgerissen und wieder modernisiert aufgebaut. Dabei durfte die historische Fassade nicht beschädigt werden. Im erneuerten Trakt sind in den Räumlichkeiten teilweise die historischen Steinwände zu sehen.
Im Jahr 2017 feierte das Schiller-Gymnasium das 150-jährige Bestehen als Gymnasium sowie 1050 Jahre Schulgeschichte in Hameln.

## Rektoren und Direktoren
- ab 1741 Konrektor und ab 1748 Rektor: Johann Roger Christian Corwante[6]
- 1754–1756: Johann David Heilmann
- 1867–1868: August Ebeling
- 1868–1884: Gustav Regel
- 1884–1902: Ludolf Dörries
- 1902–1905: Wilhelm Prinzhorn
- 1905–1911: Eberhard Erythropel
- 1911–1925: Paul Brügmann
- 1926–1931: Wilhelm Gebser
- 1931–1939: Rudolf Boeckmann (1895–1944) (im Zweiten Weltkrieg in Estland gefallen)
- 1939–1945: Max Trobitius
- 1945–1951: Dietrich Vogt
- 1951–1969: Richard Schulz
- 1969–1985: Wolfgang Rogge
- 1985–2006: Peter Pauksch
- 2006–2021: Andreas Jungnitz
- seit 2021: Silke Jakobs

## Auswahl von Abiturienten
In Klammern: Schülernummern
- Adolf Peters * 9. Februar 1803
- Anna Siemsen * 18.1.1882	Reifeprüfung als Externa 1905
- Walter Blumenberg (572) * 13.1.1895 Abitur OlgB Ostern 1913
- Theodor Lessing * 8.2.1872, Abitur 1892
- Karl E. Smidt (858) * 30.8.1903, Abitur Reformgymnasium  Ostern 1922
- Fritz Sander (884) * 18.2.1905,  Abitur  Reformgymnasium  Ostern 1923
- Reinhard A. Bitter (939) * 6.3.1906,  Abitur Oberrealschule Ostern 1925
- Alexander Elbrächter (971)  * 20.2.1908, Abitur Oberrealschule Ostern 1926
- Hermann Klare	(1019) * 12.5.1909,  Abitur Reformrealgymnasium  Ostern 1928
- Günter Bertram (1427) * 28.4.1920,  Abitur Naturwissenschaftlich-mathematischer Zweig  Ostern 1939
- Peter Kimmel (2196) * 29.3.1938, Abitur Mathematisch-naturwissenschaftlicher Zug Ostern 1957
- Günter Lüttge (2291) * 8.7.1938, Abitur Mathematisch-naturwissenschaftlicher Zug Ostern 1958
- Werner Upmeier (2654) * 19.1.1944, Abitur Mathematisch-naturwissenschaftlicher Zug Ostern 1963
- Manfred Schulze (2744) * 17.1.1945, Abitur  Altsprachlicher Zug  Ostern 1964
- Jürgen Heideking  (2844)  * 17.4.1947,   Abitur Altsprachlicher Zug   Ostern 1966
- Reinhard Wagner (2931) * 30.10.1948, Abitur   Mathematisch-naturwissenschaftlicher Zug Sommer 1967
- Claus Jacobi (2958) * 1.9.1948, Abitur Altsprachlicher Zug Sommer 1967
- Bernd Steinbrink (3156)  * 23.11.1951,   Abitur   Mathem.-naturwissenschaftl. Zug    Ostern 1970
- Ulrich Kampffmeyer (3333) * 12.4.1952, Abitur Sommer  1972
- Hans-Joachim Dose (3634) * 28.12.1956, Abitur Sommer 1976
- Jochen Hahne (3775)  * 21.5.1958, Abitur 13 mK Sommer 1977
- Joshua Tree * 4.8.1986